# Nasty Girl
Nasty Girl (englisch etwa für „böses Mädchen“) ist ein postum veröffentlichtes Lied des US-amerikanischen Rappers The Notorious B.I.G., auf dem auch die Rapper Diddy und Nelly sowie die R&B-Gruppe Jagged Edge und der Sänger Avery Storm zu hören sind. Der Song ist die erste Singleauskopplung seines vierten Studioalbums Duets: The Final Chapter und wurde am 11. Oktober 2005 veröffentlicht.

## Inhalt
| Liedteil   | Interpretation        |
| 1. Strophe | The Notorious B.I.G.  |
| Refrain    | Jagged Edge           |
| 2. Strophe | Diddy                 |
| 3. Strophe | Nelly und Avery Storm |
| Outro      | Jazze Pha             |

Nasty Girl ist dem Genre des Dirty Rap zuzuordnen und enthält zahlreiche sexuell-explizite Textzeilen. So rappt The Notorious B.I.G. aus der Perspektive des lyrischen Ichs, wie er dank seines Reichtums eine Frau abschleppt und sich nach einer Party mit ihr vergnügt. Diddys Strophe handelt davon, was er von einer Frau im Bett erwarte und beschreibt ebenfalls detailliert das Liebesspiel. Nelly vergleicht sich schließlich mit einem Vibrator, der nicht aufhöre, bis die Frau zum Orgasmus komme.

“Gotta love my lil’ nasty girl

Know I love my lil’ nasty girl

I love my lil’ nasty girl (Ladies and gentleman!)

All the ladies if you with me grab your titties for B.I.G”

## Produktion
Der Song wurde von dem US-amerikanischen Musikproduzenten Phalon Alexander (Jazze Pha) produziert. Als Autoren fungierten Brian Casey, Brandon Casey von Jagged Edge, Sean Combs (Diddy), Cornell Haynes (Nelly), Steven Jordan (Stevie J.), Christopher Wallace (The Notorious B.I.G.) und Leroy Watson. Die Strophe von The Notorious B.I.G. wurde seinem Lied Nasty Boy vom Album Life After Death entnommen.

## Musikvideo
Bei dem zu Nasty Girl gedrehten Musikvideo führte Sanaa Hamri Regie. Es verzeichnet auf YouTube über 110 Millionen Aufrufe (Stand: Juni 2022). Das Video zeigt eine Party mit zahlreichen Gästen, die sich zur Erinnerung an den verstorbenen The Notorious B.I.G. im schwarzen Appartement von Cindy Gallop in New York City versammelt haben. An den Wänden ist teilweise das Konterfei des Rappers zu sehen. Auf der Feier befinden sich auch die am Song beteiligten Musiker von Jagged Edge, Avery Storm und Jazze Pha. Kurz darauf kommt Diddy zusammen mit zwei Frauen auf die Party und verschwindet mit ihnen in einem Hinterzimmer, wo er auf dem Bett sitzend seine Strophe rappt. Nelly vergnügt sich während seiner Strophe ebenfalls mit mehreren Frauen auf der Feier und in einer Badewanne. Zahlreiche weitere Prominente haben Cameo-Auftritte im Video, darunter Usher, Pharrell Williams, Naomi Campbell, Fat Joe, Christina Milian, DJ Green Lantern, Teairra Marí, 8Ball & MJG und Memphis Bleek. Am Ende wird eine Archivaufnahme eingeblendet, die The Notorious B.I.G. backstage zeigt.

## Single

### Covergestaltung
Das Singlecover ist ein gemaltes Bild, das The Notorious B.I.G. in einem weißen Anzug zeigt. Er trägt einen Hut und sieht den Betrachter mit ernstem Blick an. Im Vordergrund befinden sich die Schriftzüge The Notorious B.I.G., Nasty Girl und Feat. Diddy, Nelly, Jagged Edge & Avery Storm in Schwarz und Rot. Der Hintergrund ist grau-weiß gehalten.

### Titellisten
Single
1. Nasty Girl (feat. Diddy, Nelly, Jagged Edge & Avery Storm) – 4:50
2. Mo Money Mo Problems (feat. Puff Daddy & Mase) – 4:17

Maxi
1. Nasty Girl (feat. Diddy, Nelly, Jagged Edge & Avery Storm) – 4:50
2. Mo Money Mo Problems (feat. Puff Daddy & Mase) – 4:17
3. Hold Ya Head (feat. Bob Marley) – 2:47

### Chartplatzierungen
Nasty Girl stieg am 27. Januar 2006 auf Platz zehn in die deutschen Singlecharts ein und erreichte zwei Wochen später mit Rang acht die beste Platzierung. Insgesamt hielt sich der Song 15 Wochen lang in den Top 100, davon fünf Wochen in den Top 10. Besonders erfolgreich war das Lied im Vereinigten Königreich, wo es für zwei Wochen die Chartspitze erreichte. Weitere Top-10-Platzierungen gelangen unter anderem in Neuseeland und Finnland. In den deutschen Single-Jahrescharts 2006 belegte der Song Position 58.
| ChartsChartplatzierungen       | Höchstplatzierung | Wochen |
| ------------------------------ | ----------------- | ------ |
| Deutschland (GfK)              | 8 (15 Wo.)        | 15     |
| Österreich (Ö3)                | 23 (13 Wo.)       | 13     |
| Schweiz (IFPI)                 | 14 (19 Wo.)       | 19     |
| Vereinigtes Königreich (OCC)   | 1 (22 Wo.)        | 22     |
| Vereinigte Staaten (Billboard) | 44 (15 Wo.)       | 15     |

| ChartsJahrescharts (2006)    | Platzierung |
| ---------------------------- | ----------- |
| Deutschland (GfK)            | 58          |
| Schweiz (IFPI)               | 90          |
| Vereinigtes Königreich (OCC) | 13          |

### Auszeichnungen für Musikverkäufe
Nasty Girl wurde im Jahr 2019 im Vereinigten Königreich für mehr als 600.000 Verkäufe mit einer Platin-Schallplatte ausgezeichnet. In den Vereinigten Staaten erhielten sowohl die Single, als auch der Mastertone für jeweils über 500.000 verkaufte Einheiten eine Goldene Schallplatte.

| Land/Region                  | Auszeichnungen für Musikverkäufe (Land/Region, Auszeichnung, Verkäufe) | Verkäufe  |
| ---------------------------- | ---------------------------------------------------------------------- | --------- |
| Neuseeland (RMNZ)            | Platin                                                                 | 30.000    |
| Vereinigte Staaten (RIAA)    | Gold (Single) · + Gold (Mastertone)                                    | 1.000.000 |
| Vereinigtes Königreich (BPI) | Platin                                                                 | 600.000   |
| Insgesamt                    | 2× Gold · 2× Platin ·                                                  | 1.630.000 |